# 979 до н. е.

## Події
- Набу-мукін-аплі, цар Вавилонії і засновник VIII Вавилонської династії сходить на трон.